# أحمد نور
أحمد نور هو مخرج مصري بدأ بإخراج الأفلام الوثائقية قبل أن يتجه للإخراج السينمائي والتليفزيوني.

## مسيرته الفنية
عمل أحمد نور في بداية مسؤته المهنية بإخراج الأفلام الوثائقية فأخرج في عام 2007 فيلمًا وثائقيا بعنوان «جلابية وجزمة»، ثُم اتجه للعمل كمساعد مخرج وعمل مع عدد من المخرجين مثل خالد الحجر وفداء الشندويلي، قبل أن يُخوض تجربة إخراج أول فيلم روائي طويل له في عام 2013 وهو فيلم «موج»، ثُم توالت أعماله وتنوعت ما بين الأفلام السينمائية والمسلسلات التليفزيونية والتي كان من أبرزها فيلم «قهوة بورصة مصر» ومسلسل «يوميات زوجة مفروسة» بأجزائه الأربعة وفيلم «معالي ماما».

## أعماله
| سنة العرض | اسم العمل                             | نوع العمل   | ملاحظات                     |
| --------- | ------------------------------------- | ----------- | --------------------------- |
| 2022      | معالي ماما                            | فيلم        | مخرج                        |
| 2019      | أيام العسل                            | مسلسل       | مخرج                        |
| 2019      | قهوة بورصة مصر                        | فيلم        | مخرج                        |
| 2018      | يوميات زوجة مفروسة أوي (الجزء الرابع) | مسلسل       | مخرج ومنتج                  |
| 2017      | يوميات زوجة مفروسة أوي (الجزء الثالث) | مسلسل       | مخرج ومنتج                  |
| 2016      | يوميات زوجة مفروسة أوي (الجزء الثاني) | مسلسل       | مخرج ومنتج                  |
| 2015      | يوميات زوجة مفروسة أوي (الجزء الأول)  | مسلسل       | مخرج                        |
| 2013      | فض اشتباك                             | مسلسل       | مخرج                        |
| 2013      | موج                                   | فيلم        | مخرج ومنتج ومؤلف قصة الفيلم |
| 2011      | الشوق                                 | فيلم        | مساعد مخرج                  |
| 2009      | بس في حاجة ناقصة                      | فيلم وثائقي | مخرج                        |
| 2008      | 7 شارع السعادة                        | مسلسل       | مخرج منفذ                   |
| 2008      | ذكريات الزمن القادم                   | مسلسل       | مخرج منفذ                   |
| 2001      | قبلات مسروقة                          | فيلم        | مساعد مخرج ثاني             |

## روابط خارجية
- صفحة المخرج على موقع قاعدة بيانات الأفلام العربية